# Темпъл Сити
Темпъл Сити (на английски: Temple City) е град в окръг Лос Анджелис в щата Калифорния, САЩ. Темпъл Сити е с население от 36 367 жители (по приблизителна оценка от 2017 г.) и площ от 10,40 км² (4,01 мили²). Разположен е на 122 метра (400 фута) н.в. Получава статут на град на 25 май 1960 г. Към 2008 г. кмет на Темпъл Сити е Кати Уилсън. На английски temple означава храм, а city – град. В случая, името Темпъл идва от фамилното име на човек.